# Колодіївська сільська рада (Підволочиський район)
Колоді́ївська сільська́ ра́да — адміністративно-територіальна одиниця та орган місцевого самоврядування в Підволочиському районі Тернопільської області. Адміністративний центр — село Колодіївка.

## Загальні відомості
- Територія ради: 5,17 км²
- Населення ради: 1 505 осіб (станом на 2001 рік)

## Населені пункти
Сільській раді були підпорядковані населені пункти:
- с. Колодіївка
- с. Панасівка

## Склад ради
Рада складалася з 16 депутатів та голови.
- Голова ради: Барановська Марія Михайлівна
- Секретар ради: Хомин Світлана Іванівна

### Керівний склад попередніх скликань
| Прізвище, ім'я, по батькові  | Основні відомості                                                                    | Дата обрання | Дата звільнення |
| ---------------------------- | ------------------------------------------------------------------------------------ | ------------ | --------------- |
| Барановська Марія Михайлівна | Сільський голова, 1955 року народження, освіта вища, член Партії «Реформи і порядок» | 26.03.2006   | 31.10.2010      |
| Барановська Марія Михайлівна | Сільський голова, 1955 року народження, освіта вища, безпартійний                    | 31.10.2010   |                 |

Примітка: таблиця складена за даними сайту Верховної Ради України

### Депутати
За результатами місцевих виборів 2010 року депутатами ради стали:

#### За суб'єктами висування
| Суб'єкт висування | Кількість обраних депутатів | %   |
| ----------------- | --------------------------- | --- |
| Самовисування     | 16                          | 100 |

#### За округами
| № округу | Прізвище, ім'я, по батькові      | Дата визнання обраним | Освіта             | Партійна приналежність | Відомості про обраного депутата                                              |
| -------- | -------------------------------- | --------------------- | ------------------ | ---------------------- | ---------------------------------------------------------------------------- |
| 1        | Барановський Арсен Іванович      | 01.11.2010            | вища               | позапартійний          | Агровіта ЛТД, менеджер                                                       |
| 2        | Герцунь Андрій Петрович          | 01.11.2010            | середня спеціальна | позапартійний          | тимчасово не працює                                                          |
| 3        | Олексюк Зіновій Ігорович         | 01.11.2010            | незакінчена вища   | позапартійний          | Тернопільський національний педагогічний університет ім. В. Гнатюка, студент |
| 4        | Стронська Валентина Мирославівна | 01.11.2010            | середня спеціальна | позапартійна           | Магазин "Рів"єра"с. Ко-лодіївка, прода-вець                                  |
| 5        | Кузьмович Галина Зеновіївна      | 01.11.2010            | середня спеціальна | позапартійна           | Підволочись-кий територіаль-ний центр, соцпрацівник                          |
| 6        | Вергун Оксана Іванівна           | 01.11.2010            | вища               | позапартійна           | тимчасово не працює                                                          |
| 7        | Партика Павло Григорович         | 01.11.2010            | середня            | позапартійний          | ПП"Маркет- комплект", робітник                                               |
| 8        | Ільчишин Анатолій Тадейович      | 01.11.2010            | середня            | позапартійний          | Колодіївська загальноосвітня школа І-ІІІ ст., сторож                         |
| 9        | Хомин Світлана Іванівна          | 01.11.2010            | середня спеціальна | позапартійна           | Колодіївська сільська рада, секретар                                         |
| 10       | Перегінець Тарас Михайлович      | 01.11.2010            | вища               | позапартійний          | приватний підприємець                                                        |
| 11       | Сковерська Світлана Петрівна     | 01.11.2010            | вища               | позапартійна           | Колодіївська загальноосвітня школа І-ІІІ ст., заступ-никДирек-тора           |
| 12       | Левицька Ганна Олексіївна        | 01.11.2010            | середня            | позапартійна           | тимчасово не працює                                                          |
| 13       | Кривоніс Юрій Романович          | 01.11.2010            | вища               | позапартійний          | Корпорація «АІС», менед-жер                                                  |
| 14       | Стронський Микола Генріхович     | 01.11.2010            | вища               | позапартійний          | Технічний коледжТНТУІм. І.Пулюя, соцпеда-гог                                 |
| 15       | Зубик Наталія Тадеївна           | 01.11.2010            | середня спеціальна | позапартійна           | Колодіївська сільська рада, бухгалтер                                        |
| 16       | Кульчицька Володимира Йосипівна  | 01.11.2010            | середня спеціальна | позапартійна           | пенсіонер                                                                    |